# Kiepanjåkka
De Kiepanjåkka (Samisch: Giehpanjohka) is een bergrivier die stroomt in de Zweedse  gemeente Kiruna. Het is de verbindingsrivier tussen de meren Kiepanjaure en het Päkkejaure. Ze is 26,53 km lang.
Afwatering: Kiepanjåkka → Päkkerivier → Kårverivier → Tavvarivier → Lainiorivier → Torne → Botnische Golf